# 布爾拉恰巴爾卡
46°20′13″N 30°39′54″E / 46.33694°N 30.66500°E
布爾拉恰-巴爾卡（烏克蘭語：Бурлача Балка）是位於烏克蘭西南部的村莊，由敖德萨州敖德萨区的喬爾諾莫爾斯克市鎮負責管轄。該村始建於1800年，面積2.87平方公里，海拔高度33米，2001年人口1,063，人口密度每平方公里368.45人。